# Cvičkarija

Cvičkarija je festival, ki predstavlja etnološke in enološke značilnosti Dolenjske in cvička.
Znotraj festivala sta se oblikovala dva ločena dela. Prvi del je etnološki-enološki,
ki predstavlja Dolenjsko kulturno dediščino. Drugi del pa je zabavni del, kamor spadajo koncerti slovenske glasbe.
Festival je največji sejem Dolenjstva ter eden izmed večjih festivalov v Sloveniji.

## Nastanek Cvičkarije
Idejo o festivalu Cvičkarija je med člani Društva novomeških študentov spodbudila predvsem močna zavest o lokalni pripadnosti. Ker so v drugih pokrajinah že imeli podobne dogodke, so tudi Dolenjci hoteli imeti svoj festival. Tako se je začel razvijati festival Cvičkarija.